# Hof van Moerkerken

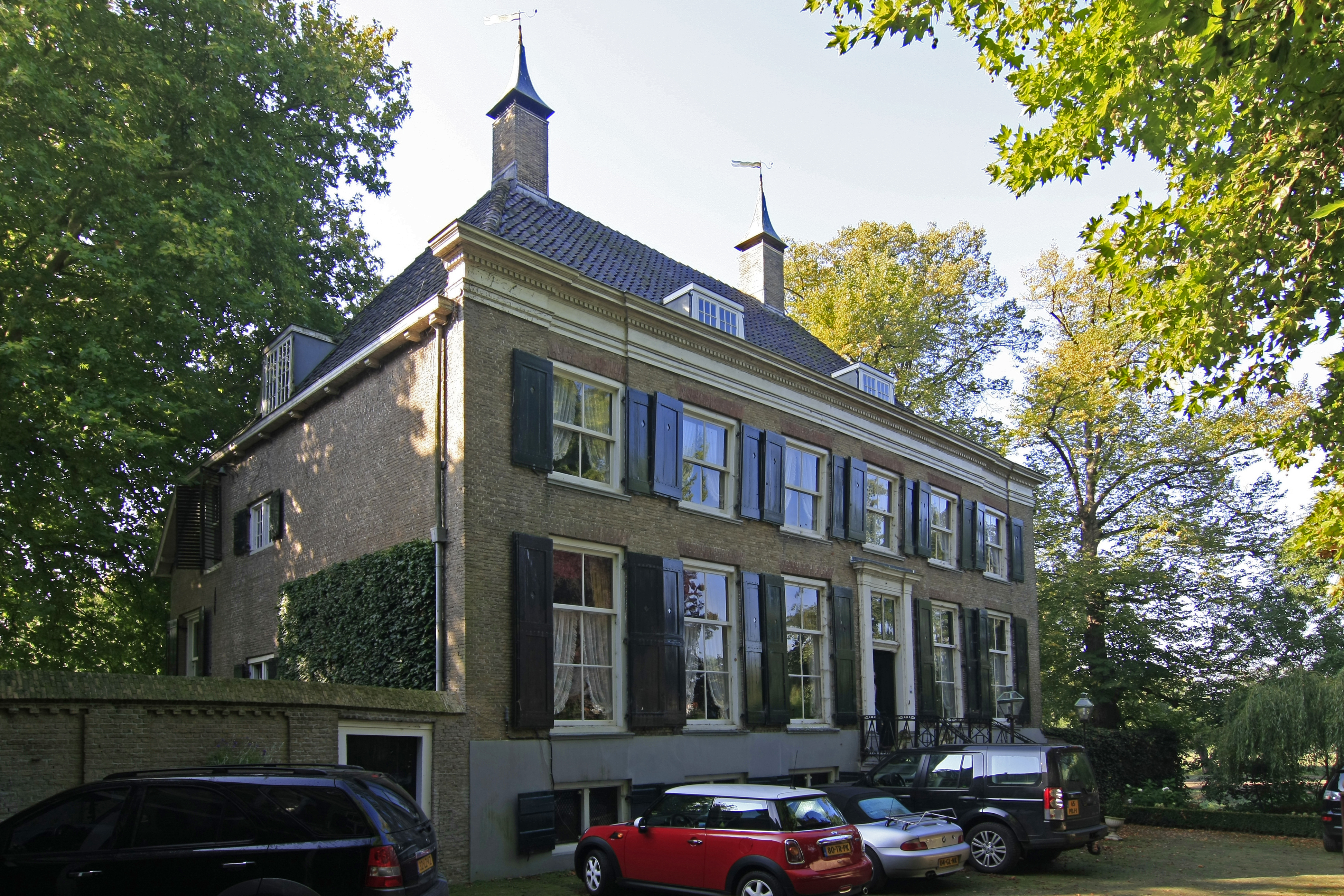
Hof van Moerkerken.

Het Hof van Moerkerken is een landgoed in Mijnsheerenland uit de 15e eeuw, oorspronkelijk bewoond door de ambachtsheer. Het hedendaagse landhuis ter plekke was gebouwd in de 18de eeuw. Een monumentale poort uitgevoerd in een vroege versie van de Lodewijk XVI-stijl uit 1776 markeert de toegang. Het gebouw is in particulier bezit en staat onder toezicht van Monumentenzorg. Het monument onderging tussen 2012 en 2015 een uitgebreide restauratie.

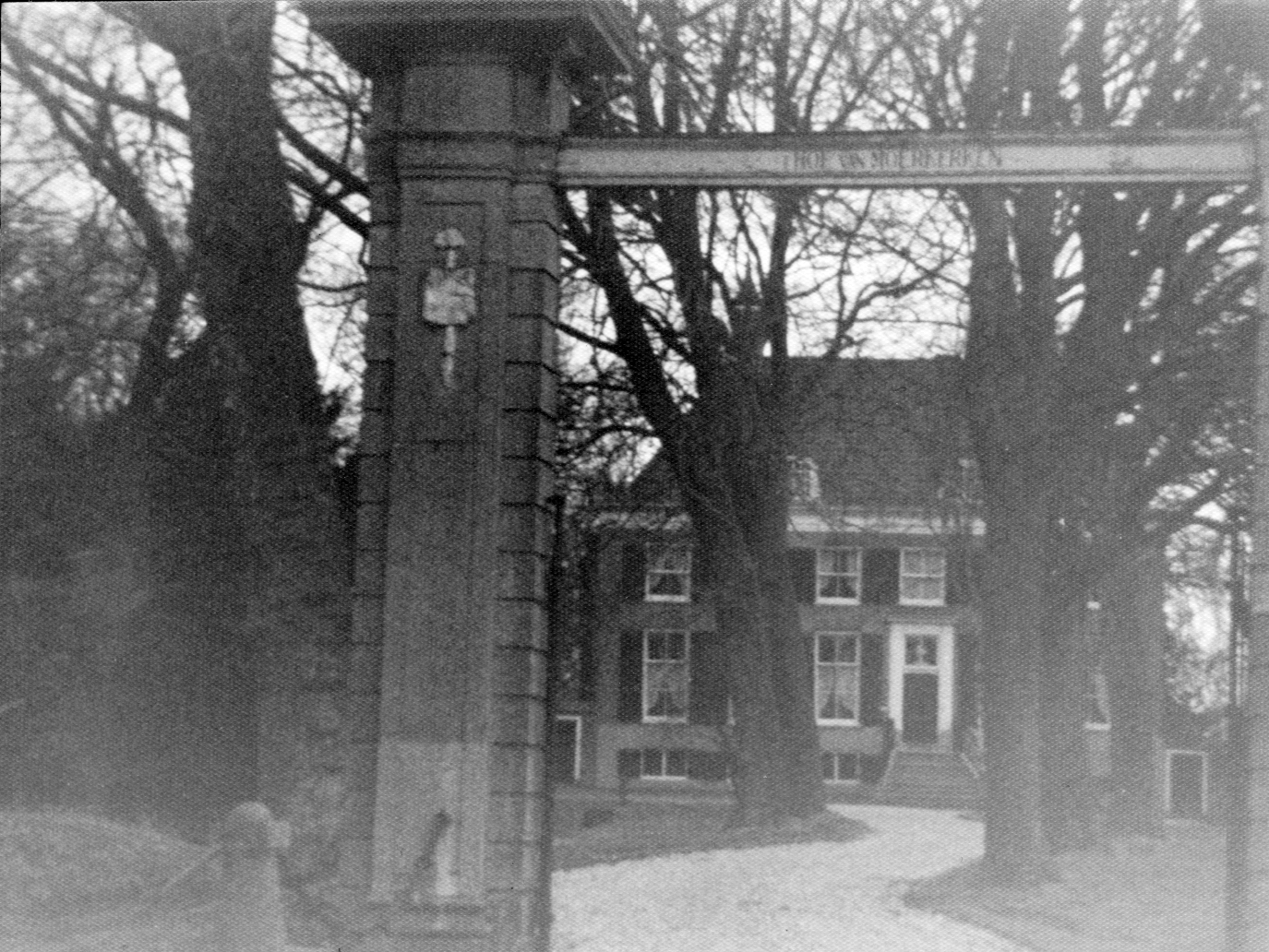
Hof van Moerkerken, gezien vanaf de Wilhelminastraat, eind jaren 70.

De historie van het Hof van Moerkerken voert terug tot 1440, toen de Vlaamse ridder Lodewijk van Praet (1360-1440), die onder meer ambachtsheer was van het Belgische Moerkerke, zich in Nederland vestigde. In 1424 kwam hij in het bezit van verschillende gronden langs de noordoever van de Maas. Hier liet hij het gebied van het Munnikenland tot de Westmaas afdammen, legde de Westdijk aan en voltooide door middel van de Blaakse dijk naar Puttershoek en vandaar langs de Boezemvliet naar de Maasdam de nieuwe polder. In deze polder werd een dorp gebouwd dat achtereenvolgens Zevenhuizen, Moerkercken, 's-Heerenland, Mijnsheerenland van Moerkerken en ten slotte Mijnsheerenland zou heten.
Het Hof van Moerkerken zelf is waarschijnlijk gebouwd door Lodewijks zoon Vranck van Praet (1430-1473) omstreeks 1445. Met het overlijden van de weduwe van Vranck van Praet, Elisabeth van Loon, in 1514 kwam het hof in andere handen. Rond 1600 werd het hof omschreven als een tamelick herenhuis. Een omschrijving uit 1620 luidt: "Het huijs en hoff te Moerkerken, de keete, druijfhuijs, boomgaert, thuijn, visscherij van de haven van Moerkerken, het lant achter den voorsz.thuijn, mittsgaders het lant en rijetvelt lancq den maeskant". In 1663 brandde het toenmalige huis af en in 1664 werd een begin gemaakt met het huidige gebouw. Rond 1796 volgde een grondige verbouwing die het landhuis zijn huidige uiterlijk gaf.
Tussen 11 augustus 1939 en 16 oktober 1940 deed het landgoed dienst als vluchtelingenopvang. Tijdens de Tweede Wereldoorlog was in het hof een herstellingsoord voor tuberculose-patiënten gevestigd. Ook heeft Frederik van Eeden enige tijd op het hof gewoond. Zijn roman Van de koele meren des doods is hier geschreven en later deels op deze locatie verfilmd.

## Het Hof in de literatuur
De brand in 1663 speelt een rol in de laatste roman van Jacques Kruithof, Contrabande (2009).